# アムナート・ゲーウキアウ
アムナート・ゲーウキアウ（タイ語: อำนาจ แก้วเขียว、ラテン文字: Amnaj Kaewkiew、1975年1月11日 - ）は、タイ王国の元サッカー選手。ポジションはディフェンダー。

## 来歴
1997年よりクルン・タイ・バンクFCに所属。同クラブは2003年、2004年にタイ・プレミアリーグで優勝した。
2008年、クルン・タイ・バンクFCがAFCチャンピオンズリーグに出場した際には、チームキャプテンとしてプレーした。
2009年にバンコク・グラスFCがクルン・タイ・バンクFCを買収したことにより、所属クラブがバンコク・グラスFCとなる。同クラブはシンガポール・カップにおいて2009年に準優勝、翌2010年に優勝。また国内クイーンズカップにおいて2010年に優勝した。2015年にランシット・ユニバーシティFCに移籍し、同シーズン限りで現役を引退した。

## 所属クラブ
- クルン・タイ・バンクFC 1997 - 2008
- バンコク・グラスFC 2009 - 2014
- ランシット・ユニバーシティFC 2015